# Circuitul Interlagos
Autodromo José Carlos Pace (cunoscut anterior sub numele Interlagos) este un circuit de curse auto din Brazilia, situat în orașul São Paulo.